# الحسور (يريم)

تعديل مصدري - تعديل

الحسور هي إحدى قرى عزلة بني عمر بمديرية يريم التابعة لمحافظة إب، بلغ تعداد سكانها 185 نسمة حسب تعداد اليمن لعام 2004.